# Uzbekiska SSR
Uzbekiska socialistiska sovjetrepubliken, förkortat Uzbekiska SSR, var Uzbekistans namn som sovjetrepublik.

## Historia
Den upprättades 1924 efter att Turkestanska ASSR, Buchariska folkets sovjetrepublik och Khwarezmiska folkrepubliken slogs samman och delades upp i fem nya sovjetrepubliker. Tadzjikiska ASSR var fram till 1929 en autonom sovjetrepublik inom Uzbekiska SSR, men upphöjdes därefter till en egen sovjetrepublik, Tadzjikiska SSR. 1936 utvidgades Uzbekiska SSR med Karakalpakiska ASSR från Kazakiska SSR.
Islam Karimov blev president 1990, och därefter president över det självständiga Uzbekistan från 1991. I folkomröstningen 1991 röstade 94,73% i republiken för att behålla unionen.

## Geografi
Uzbekiska SSR var indelat i 9 administrativa områden och Kara-Kalpak ASSR samt var mycket oregelbundet till formen. Den nästan avsnörda östra delen omsluter det fruktbara Fergana-bäckenet och Tasjkent-oasen; den större västra delen omfattar såväl en del av Kyzyl Kum-öknen och det bördiga låglandet vid Amu-Darja i nordväst som Hissarbergens utlöpare i sydöst. De största oaserna här var Samarkand och Buchara. Avsides i nordväst ligger Karakalpakiska ASSR kring nedre Amu-darja och s. delen av Aralsjön.
Klimatet var kontinentalt och torrt (årsnederbörd 200—500 mm). Större delen av den odlade arealen 28 000 km2 (1938) var konslbevattnad; c:a hälften besås med spannmål, mest vete, och c:a en tredjedel med bomull.

## Näringsliv
Uzbekiska SSR levererade c:a 80 procent av Sovjetunionens bomullsskörd och 50 procent av dess ris-skörd. Konstbevattningsanläggningarna. 1938—40 ökades den konstbevattnade arealen med 2 500 km2. Inom de icke konstbevattnade områdena bedrevs en omfattande boskapsskötsel, främst fåravel (karakul-får). 65 procent av Sovjetunionens produktion av karakulfårskinn kom från Uzbekiska SSR.
Petroleumfyndigheter exploaterades bl.a. i närheten av Andizjan, stenkolsfyndigheter i trakten av Tasjkent. Vidare utvanns koppar och ozokerit.

## Demografi
| Nationalitet | 1959 % | 1970 % | 1979 % | 1989 % |
| ------------ | ------ | ------ | ------ | ------ |
| Uzbeker      | 62,2   | 65,4   | 68,7   | 71,4   |
| Ryssar       | 13,5   | 12,5   | 10,8   | 8,3    |
| Tadzjiker    | 3,8    | 3,8    | 3,9    | 4,7    |
| Kazaker      | 4,1    | 4,0    | 4,0    | 4,1    |
| Tatarer      | 5,5    | 4,9    | 4,2    | 3,3    |
| Karakalpaker | 2,1    | 1,9    | 1,9    | 2,1    |
| Kirgiser     | 1,1    | 1,0    | 0,9    | 0,9    |
| Koreaner     | 1,7    | 1,3    | 1,1    | 0,9    |
| Ukrainare    | 1,1    | 0,9    | 0,7    | 0,8    |
| Turkmener    | 0,7    | 0,6    | 0,6    | 0,6    |
| Judar        | 1,2    | 0,9    | 0,7    | 0,5    |
| Armenier     | 0,3    | 0,3    | 0,3    | 0,3    |
| Azerier      | 0,5    | 0,4    | 0,4    | 0,2    |
| Ujgurer      | 0,2    | 0,2    | 0,2    | 0,2    |
| Vitryssar    | 0,1    | 0,1    | 0,1    | 0,1    |
| Perser       | —      | 0,1    | 0,1    | 0,1    |
| övriga       | 2,2    | 2,0    | 1,4    | 1,5    |